# 황야의 역마차
《황야의 역마차》(영어: Rawhide)는 미국에서 제작한 헨리 해서웨이 감독의 1951년 서부극이다. 타이론 파워, 수전 헤이워드, 에드거 뷰캐넌, 휴 말로, 잭 일램 등이 출연하였고 새뮤얼 G. 엥걸이 제작하였다.

## 줄거리
대륙 횡단 우편 회사 후계자 톰은 사업을 밑바닥에서부터 배우기 위해 서부에 위치한 외딴 중계역 로하이드 패스에 머물고 있다. 어느 날 동부에서 온 미국 기병대로부터 기결수 네 명이 탈출했다는 소식이 전해진다. 이 무법자들은 다음 날 이 역을 지나갈 예정인 금 수송 역마차를 노리고 있다.

## 출연
- 타이론 파워 - 톰 오언스 역
- 수전 헤이워드 - 비니 홀트, 로하이드 이용객 역
- 에드거 뷰캐넌 - 샘 토드, 로하이드 역장 역
- 휴 말로 - 레이프 지머먼, 탈옥범 역
- 잭 일램 - 터비스, 탈옥범 역
- 조지 터바이어스 - 그래츠, 탈옥범 역
- 딘 재거 - 얜시, 탈옥범 역
- 제프 코리 - 루크 데이비스 역